# Igor Lopationok
Igor Lopationok, en russe : Игорь Зиновьевич Лопатёнок, né le 4 janvier 1968 à Marhanets (RSS d'Ukraine, URSS) est un producteur et réalisateur de cinéma russo-américain. Il se fait connaître pour son travail de colorisation d'anciens films, puis réalise plusieurs films sur l'Ukraine, notamment avec Oliver Stone. À travers ses réalisations, il participe à la propagande du Kremlin durant la guerre russo-ukrainienne.

## Biographie

### Jeunesse et débuts
Igor Lopationok naît le 4 janvier 1968 à Marhanets, dans l'oblast de Dnipropetrovsk (RSS d'Ukraine, URSS). Il commence à étudier l'ingénierie à l'université nationale de Dnipropetrovsk à l'âge de 16 ans. Par la suite, il travaille pendant quelques années dans de multiples secteurs, réalisant de petits boulots, avant de poursuivre sa carrière en colorisant des films soviétiques.  
En 2005, il commence une carrière de producteur dans le secteur cinématographique, en cofondant la société de production Technomedia, spécialisée dans l'offre de nouvelles technologies numériques aux professionnels du cinéma ukrainiens.

### Déménagement aux États-Unis
Il travaille et vit en Russie jusqu'en 2008, lorsqu'il déménage à Los Angeles. En 2012 et 2014, il se rend à Moscou. Il dirige une première société, Grading Dimension Pictures Inc., mais est accusé par son associé d'utiliser les fonds de l'entreprise à des fins privées, notamment pour des achats dans des magasins de luxe. L'affaire se termine en justice.
Il est propriétaire de la société de production Global 3 Pictures (ou Global Tree Pictures),.

### Films promouvant des dirigeants autoritaires
Selon l'OCCRP, Igor Lopationok est coutumier de la réalisation de films présentant favorablement des dirigeants autoritaires.
C'est le cas de ses deux films sur l'Ukraine, qui laissent une place importante à la vision de Vladimir Poutine sur la guerre russo-ukrainienne.
En 2021 sort son film, Qazaq : History of the Golden Man, à la fois sous la forme d'un long métrage et d'une mini-série de huit heures. Toujours produit par Oliver Stone, le film est composé d'une interview de l'ancien président du Kazakhstan, Noursoultan Nazarbaïev ; son ton est très favorable à l'ancien dirigeant autoritaire et la production est diffusée à la télévision d'État kazakhe. Pour sa production, Igor Lopationok et son équipe reçoivent plus de 5 millions de dollars de financement en provenance de la fondation caritative de Nazarbaïev, Elbasy, via le Centre d'État de soutien au cinéma national du Kazakhstan, selon l'OCCRP. Oliver Stone et Igor Lopationok nient cependant toute influence du gouvernement kazakh sur la production,,.
En 2024, il réalise un film en six parties consacré à Donald Trump intitulé All the President's Men: The Conspiracy Against Trump, commandé par la plateforme de diffusion de Tucker Carlson en novembre 2024. Il paie notamment 25 000 dollars à Kash Patel pour que l'avocat y fasse une apparition,. Le film, à la gloire de Donald Trump, affirme que son administration a été victime d'une conspiration visant à « détruire la vie de ceux qui se sont tenus aux côtés de Donald Trump face à une tentative de renversement du président démocratiquement élu ».
Après les films sur l'Ukraine et le Kazakhstan en collaboration avec Oliver Stone, il préparerait des films « hagiographiques » sur Alexandre Loukachenko (dont la production est suspendue au moment de l'invasion russe de l'Ukraine) et Ilham Aliyev. Daans les deux cas, Oliver Stone serait chargé « interviewerait les dirigeants et aider à raconter leur « vraie histoire » ». Son équipe travaillerait également sur des scénarios concernant la Turquie d'Erdoğan, la Chine, les Émirats arabes unis et la république du Tatarstan,.
Lors d'un entretien avec les journalistes de l'OCCRP, il assume le caractère promotionnel de ses productions sur plusieurs dictateurs et explique qu'il cherche « simplement à faire des films sur ses héros personnels ». Ses réalisations feraient partie d'une stratégie visant à légitimer ces dirigeants sur la scène internationale.

### Relais de la propagande du Kremlin
Igor Lopationok est connu pour être critique de l'Euromaïdan, qu'il considère comme « un coup d'État soutenu par les services secrets étrangers ». Il est aussi décrit comme « un partisan véhément du régime de Poutine ».
En 2016, il réalise le documentaire controversé L'Ukraine en feu, avec Oliver Stone comme producteur exécutif. Le film porte sur l'Euromaïdan et la révolution de la Dignité, qui secouent l'Ukraine durant l'hiver 2013/2014. En 2019, il sort Revealing Ukraine, un nouveau film documentaire, lui aussi produit par Oliver Stone, qui comprend des entretiens avec Vladimir Poutine. Les deux films adoptent un point de vue conforme à celui de la propagande russe,. Il réalise aussi le film Maidan Massacre, qui relaie lui aussi la désinformation russe sur l'événement. Selon l'OCCRP, les films qu'il a réalisés sur l'Ukraine « sont largement vus comme de la propagande pro-Kremlin ». Ils sont médiatisés en Russie où la presse pro-Kremlin leur fait un accueil favorable. Revealing Ukraine, en particulier, aurait été financé par Viktor Medvedtchouk, homme politique ukrainien pro-russe, proche de Vladimir Poutine.
Malgré l'acquisition de la citoyenneté américaine, Igor Lopationok intervient sur la chaîne d'État russe Sputnik, mais aussi sur la chaîne YouTube de Tara Reade, une vidéaste américaine ayant fui en Russie.
En mars 2022, Variety révèle qu'il préparerait un film sur l'invasion de l'Ukraine par la Russie.

## Vie privée
De 1992 à 2009, il est marié à Marina Lopationok, avant de se remarier à Nina Podolska, de 2009 à 2017.
En 2008, il déménage dans la région de Los Angeles où il réside depuis. Il possède une maison à 2,75 millions de dollars à Malibu.

## Filmographie
- 2016 : L'Ukraine en feu
- 2019 : Revealing Ukraine
- 2021 : Qazaq: History of the Golden Man
- 2021 : The Everlasting Present - Ukraine: 30 Years of Independence